# کریستین شاد

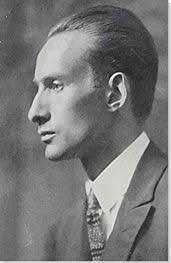

کریستین شاد (زاده ۲۱ اوت ۱۸۹۴ – درگذشته ۲۵ فوریه ۱۹۸۲) نقاش و عکاس آلمانی بود. او با جنبش دادا و عینیت نوین مرتبط بود. پرتره‌های شاد که به عنوان یک گروه در نظر گرفته می‌شوند، رکوردی خارق‌العاده از زندگی در وین و برلین در سال‌های پس از جنگ جهانی اول را تشکیل می‌دهند.
۳] او در سال ۱۹۱۳ در آکادمی هنر در مونیخ تحصیل کرد. در سال ۱۹۱۵ برای فرار از خدمت در جنگ جهانی اول به سوئیس فرار کرد و ابتدا در زوریخ ساکن شد و آپارتمان خود را با والتر سرنر تقسیم کرد. او شاهد تأسیس دادا در کاباره ولتر در سال ۱۹۱۶ بود. اما او علاقه چندانی به دادا که او را «فرزند اکسپرسیونیسم» تصور می‌کرد، نشان نداد و در همان سال به ژنو نقل مکان کرد. در سال ۱۹۱۹ او عکس‌های اولیه را روی کاغذهای چاپی ایجاد کرد که بعداً Schadographs نامیده شدند. از سال ۱۹۲۰ تا ۱۹۲۵ چند سالی را در ناپل گذراند. پس از ازدواج با مارسلا آرکانجلی، دختر یک پروفسور رومی، در ناپل اقامت گزید و در دوره‌های نقاشی و طراحی در آکادمی هنر شرکت کرد. در سال ۱۹۲۷ خانواده به وین مهاجرت کردند. نقاشی‌های او در این دوره ارتباط تنگاتنگی با جنبش عینیت نوین دارد. در اواخر دهه بیست به برلین بازگشت و در آنجا ساکن شد.
شاد در حدود سال ۱۹۳۰ به فلسفه شرق علاقه‌مند شد و تولیدات هنری او به شدت کاهش یافت. پس از سقوط بازار سهام نیویورک در سال ۱۹۲۹، شاد دیگر نمی‌توانست به حمایت مالی پدرش تکیه کند و در اوایل دهه ۱۹۳۰ تا حد زیادی نقاشی را متوقف کرد. اوتو دیکس، جورج گروس، مکس بکمن و بسیاری دیگر از هنرمندان جنبش عینیت نوین بودند. در سال ۱۹۳۷، نازی‌ها «شاد» را در نمایشگاه بزرگ هنر آلمان، برای نمایش «هنر منحط» گنجاندند.
شاد پس از جنگ و پس از آن در آلمان در گمنامی زندگی کرد. پس از تخریب استودیوی خود در سال ۱۹۴۳، شاد به آشافنبورگ نقل مکان کرد. زمانی که استودیوی او در برلین در بمباران هوایی ویران شد، همسر آینده او بتینا در اقدامی دیدنی آثار هنری را نجات داد و به ارمغان آورد. آنها را به او به آشافنبورگ رساند. یک ترتیب اولیه موقت به چهار دهه اقامت تبدیل شد. شاد در دهه ۱۹۵۰ به نقاشی به سبک رئالیست جادویی ادامه داد و در دهه ۱۹۶۰ به آزمایش‌های با فتوگرام بازگشت.
شاد در ۲۵ فوریه ۱۹۸۲ در اشتوتگارت درگذشت.

## شغل
با توجه به پنج جلد کاتالوگ raisonnés آثار شاد در پنج گروه آثار نقاشی، عکاسی، اسکادوگرافی، آثار گرافیکی، طراحی و آبرنگ متمایز می‌شود.
نقاشی
آثار شاد در سال‌های ۱۹۱۵–۱۹۱۶ تأثیر کوبیسم و آینده‌گرایی را نشان می‌دهد. در طول اقامت خود در ناپل در ایتالیا در دهه ۱۹۲۰، او سبکی صاف و واقع گرایانه را ایجاد کرد که وضوحی را که در نقاشی‌های رافائل تحسین می‌کرد را به یاد می‌آورد. او پس از بازگشت به برلین در سال ۱۹۲۷ برخی از مهم‌ترین آثار عینیت نوین را نقاشی کرد. به گفته ویلند اشمید، که شاد را "دارنده اولیه "نگاه خنک" می‌نامد که این حرکت را از اشکال قبلی رئالیسم متمایز می‌کند، مشخصه آنها "درک هنری آنقدر تیز است که به نظر می‌رسد زیر پوست بریده می‌شود".
Schadographs
در سال ۱۹۱۹، زمانی که در ژنو زندگی می‌کرد، عکس‌هایی که اشیاء مسطح و ریزه‌ها را روی کاغذ چاپی در معرض خورشید قرار می‌داد ثبت می‌کرد، در یک قاب کپی در برابر خورشید ایجاد کرد. دوست او والتر سرنر در مورد قدرت مخرب سایه‌های منفی به تصویر کشیده شده هیجان زده بود و آثار کاغذی کوچک را به عنوان «دخالت تکنیک‌های ناب به هنر» در نظر می‌گرفت. کریستین شاد این «عکس‌های ترکیب‌بندی» را برای انتشار در میان دیگران به تریستان تزارا پیشنهاد داد، که سرانجام در مارس ۱۹۲۰ نسخه‌ای را در Dadaphone منتشر کرد، نسخه هفتم مجله دادا. بازتولید با عنوان ARP et VAL SERNER dans le crocodarium royal de Londres حداقل تا دو سال قبل از انتشار رویکردهای مشابه توسط Man Ray و László Moholy-Nagy انجام می‌شود. بیش از ده سال طول کشید تا یکی دیگر از این آثار کریستین شاد به عنوان «عکاسی کلاژ» در مقاله جورج هوگنت دربارهٔ دادا در سال ۱۹۳۲ منتشر شد. امروزه نام Schadograph ایجاد شده است که توسط Tristan Tzara به دلیل حسن نیت او در سال ۱۹۳۷ برای نمایشگاه Fantastic Art معرفی شد.
جالب اینجاست که کریستین شاد ترکیب‌های عکاسی خود را فراموش کرده است. در سال ۱۹۲۰/۱۹۱۹ او تمام ۲۸ نمونه اصلی را که امروزه شناخته می‌شوند، به تریستان تزارا فرستاد، که هرگز آنها را برنگرداند و به شاد نیز در مورد فعالیت‌های نمایشگاهی موفقیت‌آمیز مانند MoMA در سال ۱۹۳۷ و بعد از آن اطلاع نداد. در اواسط دهه ۱۹۵۰، گودو رمشارد، منتقد هنری مستقر در فرانکفورت، توجه شاد را به آثار فراموش شده خود معطوف کرد. در سال ۱۹۶۰ هلموت گرنشیم با او تماس گرفت تا نسخه‌ای از Schadographs اولیه خود را ارائه دهد که در سال ۱۹۶۲ به عنوان «مثنی» در کتاب او «عکاسی خلاق» منتشر شد. از آنجایی که در آن زمان کاغذهای چاپی دیگر در دسترس نبود، کریستین شاد مجبور شد از نور خورشید به اتاق تاریک تغییر مکان دهد و ماکت‌هایی را روی کاغذ در حال توسعه ایجاد کند. او تعداد زیادی از این شادوگراف‌های متاخر را برای آلبومی در سال ۱۹۷۸ که به نثر شاعرانه آلویسیوس برتراند گاسپارد د لا نویت تقدیم شده بود، دریافت.
نمایشگاه‌ها
آثار شاد اکنون بخشی از مجموعه‌های موزه هنر مدرن نیویورک است. تیت، لندن؛ و Neue Nationalgalerie، برلین. اولین مراسم گذشته نگر اختصاص داده شده به او در ایالات متحده در سال ۲۰۰۳ در Neue Galerie، نیویورک برگزار شد. در سال ۲۰۰۲، همسر دوم Schad, Bettina، بنیاد مسیحیان شاد را در Aschaffenburg تأسیس کرد. این ملک شامل بیش از ۳۲۰۰ اثر است که در گزینشی در حال تغییر و در وسعتی که در سراسر جهان منحصر به فرد است در موزه کریستین شاد در آشافنبورگ به نمایش گذاشته شده است که قرار بود در سال ۲۰۱۸ افتتاح شود که سرانجام در ژوئن ۲۰۲۲ افتتاح شد.